# 프란치스카 페트리
프란치스카 페트리(Franziska Petri, 1973년 8월 17일 ~ )는 독일의 배우이다.

## 출연 작품
- 돌로레스 (2016)
- 결투 (2016)
- 비트레이얼 (2012)
- 포 미리암 (2009)
- 메모리 (2008)
- 롱 샤도우스 (2008)
- 마음은 어두운 숲 (2007)
- 포르노! 멜로! 드라마! (2007)